# Tribunale amministrativo dell'Organizzazione internazionale del lavoro
Il Tribunale amministrativo dell'Organizzazione internazionale del lavoro (TAOIL), in francese Tribunal administratif de l'Organisation internationale du travail (TAOIT), è un organo giurisdizionale dell'Organizzazione internazionale del lavoro (OIL) con il compito di dirimere le controversie tra l'organizzazione e i suoi funzionari. 
Il tribunale è nato dalla trasformazione, decretata dall'assemblea della Società delle Nazioni nella sua ultima riunione (risoluzione n.815 del 18 aprile 1946), del Tribunale della Società delle Nazioni. La Conferenza internazionale del lavoro approvò poi lo statuto. I giudici che lo compongono sono sette, tutti di diversa nazionalità, eletti per tre anni dalla Conferenza dell'OIL.

## La giurisdizione
Le seguenti organizzazioni internazionali hanno affidato al Tribunale le controversie che potrebbero sorgere tra esse e i loro rispettivi funzionari.
- Organizzazione mondiale della sanità
- Organizzazione meteorologica mondiale
- Unione internazionale delle telecomunicazioni
- Organizzazione delle Nazioni Unite per l'educazione, la scienza e la cultura (UNESCO)
- Organizzazione per l'alimentazione e l'agricoltura (FAO)
- CERN
- Organizzazione mondiale del commercio (OMC)
- Agenzia internazionale per l'energia atomica
- Unione postale universale
- Associazione europea di libero scambio (EFTA)